# هاري سميث (لاعب كريكت جنوب إفريقي)
هاري سميث (21 أبريل 1884 في جنوب أفريقيا - 25 أبريل 1935) (بالإنجليزية: Harry Smith)‏ هو لاعب كريكت جنوب أفريقي. لعب مع Gauteng (cricket team) ‏.

## وصلات خارجية
- هاري سميث على موقع إي آس بي آن كريك إنفو (الإنجليزية)